# Aartsbisdom Tijuana
Het aartsbisdom Tijuana (Latijn: Archidioecesis Tigiuanaënsis) is een rooms-katholiek aartsbisdom met als zetel Tijuana, in Mexico. De aartsbisschop van Tijuana is metropoliet van de kerkprovincie Tijuana, waartoe ook de volgende suffragane bisdommen behoren:
- Ensenada
- La Paz en la Baja California Sur
- Mexicali

## Geschiedenis
Het aartsbisdom werd opgericht op 20 januari 1874, als het apostolisch vicariaat California Inferiore, uit delen van het aartsbisdom Mexico, en was suffragaan aan het aartsbisdom Mexico. Op 23 juni 1891 veranderde het van kerkprovincie en werd suffragaan aan het aartsbisdom Durango. Op 13 juli 1957 veranderde het van naam naar apostolisch vicariaat Tijuana. Op 13 juli 1963 werd het verheven tot bisdom en werd suffragaan aan het aartsbisdom Hermosillo. Op 25 november 2006 werd het verheven tot metropolitaan aartsbisdom. 

## Parochies
Het aartsbisdom had in 2020 een oppervlakte van 3.821 km2 en telde 2.512.650 inwoners waarvan 95,0% rooms-katholiek was.

## Ordinarii

### Bisschoppen
- Ramón María de San José Moreno y Castañeda (22 december 1873 - 22 september 1879)
- Buenaventura del Purísimo Corazón de María Portillo y Tejeda (9 maart 1880 - 25 september 1882)
- Silvino Ramírez y Cueva (26 mei 1921 - 15 september 1922)
- Alfredo Galindo Mendoza (9 december 1948 - 21 maart 1970)
- Juan Jesús Posadas Ocampo (21 maart 1970 - 28 december 1982)
- Emilio Carlos Berlie Belaunzarán (3 juni 1983 - 15 maart 1995)

### Aartsbisschoppen
- Rafael Romo Muñoz (13 januari 1996 - 16 juni 2016)
- Francisco Moreno Barrón (16 juni 2016 - heden)

Tijuana (aartsbisdom) · Ensenada · La Paz en la Baja California Sur · Mexicali